# トラトアニ
トラトアニ（tlatoani、ナワ語群: tlahtoāni [t͡ɬaʔtoˈaːni] ( 音声ファイル)）は、先コロンブス期のナワ族の都市国家（アルテペトル）の統治者。アステカ帝国の王もこの名で呼ばれる。
文字通りには「話す者」を意味する。複数形はトラトケ（tlatoque、ナワ語群: tlahtohqueh）。

## アステカのトラトアニ
アステカは最初4人からなるリネージの代表によって統治されていたが、後にトラトアニが支配する制度に変化した。新しいトラトアニは4人の長（それぞれトラコチカルカトル、トラカテカトル、エスワワカトル、トリランカルキと呼ばれる）の合議によって選出される。規則的には多くの貴族の子弟の中から選出されるはずであったが、アステカ時代に新しいトラトアニは常に前任者の子孫や兄弟のような血縁者から選ばれようになり、世襲君主制に変化したと言ってよい。
初代のアカマピチトリがテノチティトランのトラトアニに選ばれて以来、最後のクアウテモクまで11人がトラトアニの位についた。
トラトアニに次ぐ第2の地位を持つものとして宰相に相当するシワコアトルがあり、政治・経済・軍事・宗教にわたって権力を持っていた。
アステカのトラトアニは神聖とされ、一般人の目に触れることは滅多になかった。食事はひとりで取り、歩くときには足を直接地面に触れることがないように敷物の上を歩いた。公の場所で他人がトラトアニの体に触れることもなかった。
トラトアニの即位の儀式は人間が神になるためのものであり、何日も、ときには何週間もかけて行われる。新トラトアニに選出された者は自分がトラトアニとしての能力を持つことを示すために戦闘によって捕虜を得て戻る。祝宴は4-5日かけて行われ、テノチティトランの5つの聖地で本人の血を含む捧げものを行う。一度トラトアニになった者は退位することなく、終身その地位にあった。
スペイン人の到来以前はトラトアニの行為に対する反対行為は記録に見られない（ただしティソクは謀殺された可能性がある）。
最後のトラトアニであるクアウテモクは1521年にエルナン・コルテスに投降した後、コルテスのホンジュラス遠征に同行したが、その途中で反乱の疑いによって1525年に処刑された。コルテスは同行者の中からシワコアトルのトラコツィン (Juan Velázquez Tlacotzin) を後継者に選んだが、遠征から帰り着く前の1526年に病死した。テノチティトランに戻ったコルテスらはアンドレス・モテルチウツィン (Andrés de Tapia Motelchiuh) という者を後継者に選出したが、彼は王家の血を引いていなかった。

## その他のトラトアニ
アステカが力を持つようになる以前、テノチティトランを含む一帯を支配していたのはテスココ湖の西のアスカポツァルコを都とするテパネカであり、アスカポツァルコのトラトアニであるテソソモクはよく知られる。
テスココ湖の東岸ではアコルワが都市国家テスココを都としており、そのトラトアニであるネサワルコヨトルはテノチティトランのイツコアトルと同盟を結んでアスカポツァルコを倒した。